# Marecidia sanguipuncta
Marecidia sanguipuncta är en fjärilsart som beskrevs av William Schaus 1901. Marecidia sanguipuncta ingår i släktet Marecidia och familjen björnspinnare. Inga underarter finns listade i Catalogue of Life.